# Русы против ящеров
«Русы против ящеров» (англ. Lizards Must Die) — независимая компьютерная игра в жанре слэшер, разработанная российской командой разработчиков theBratans и изданная Agafonoff и Smola Game Studio в сентябре 2023 года на Windows. Игра, основанная на интернет-пародии «Профессор Багиров», в комическом ключе изображает войну «древних русов» с ящерами. Игрок управляет одним из нескольких персонажей-«русов» и должен сражаться с полчищами врагов-ящеров, используя холодное оружие и различные специальные способности. Игра получила смешанные отзывы от критиков — её хвалили за идею, «славянский дух» и музыку, однако критиковали за многочисленные технические проблемы в игровом процессе. После выхода слэшер получил несколько обновлений, добавляющих новые уровни и персонажей. Также было выпущено несколько комиксов о главных героях игры. В 2025 году было выпущено продолжение игры — «Русы против ящеров 2».

## Сеттинг и игровой процесс
Игра основана на пародирующих славянское неоязычество (и в частности инглиизма) и других конспирологических псевдонаучных лекциях YouTube-канала «Профессор Багиров» («в худших традициях Задорнова и Фоменко»), в которых «древние русы, произошедшие от репки, сражаются против ящеров», а город Оренбург — «построен на орущем буром медведе». Лекции вызвали волну интернет-мемов о войне «славян-русов» против «ящеров-рептилоидов», обеспечившую популярность появившейся затем игре. Мем «Русы против ящеров» был использован в рекламе игры War Thunder. В самой игре «Русы против ящеров» присутствует большое количество мемов — от отсылок к «Властелину колец» до оммажа к известной копипасте про «корованы». По словам ведущего геймдизайнера Даниила Косачева, «их в игре более девяти тысяч».
Разработчики утверждают, что при создании игры они строго придерживались «научных документов». События игры происходят в Гиперборее (столице Русов), вымышленном Байкальске и Тыве и относятся к «эпохе», когда Русы уже проложили великий торговый путь в Африку и крестили динозавров в «православие». Границы их империи регулярно подвергались набегам Ящеров, долгое время проживавших на острове Атлантида. Напряжённые отношения этих сторон достигли точки кипения после того, как в Древнее Русско-Грецкое государство внедрились шпионы Ящеров. Игра посвящена кровавым событиям, произошедшим после этого.
В игре нет цельного сюжета или кампании. Имеется всего пять коротких и не связанных между собой заданий, но они охватывают весь конфликт: защита Байкальска; берег Гипербореи; вторжение иродов в Байкальск — защита планеты от «иродов иноземных» (с «иной Земли» — другой планеты) — серых гуманоидных инопланетян с планеты Жопа, которые стремятся похитить водицу байкальскую; караван в Тайге; осада Тывы. В последующих обновлениях количество заданий увеличилось.
«Русы против ящеров» представляет собой слэшер. Перед началом миссии игрок может выбрать одного из трёх персонажей — Радислав Багиров; Дрочеслав, сын Сергея, и Всеслав Чародей. Радислав вооружён щитом и мечом, благодаря чему он способен отражать и парировать атаки. Дрочеслав атакует бердышом и наносит большой урон. Всеслав — более быстрый, имеет два меча, но слабый. Каждый персонаж может наносить обычный и тяжёлый удары, обладает двумя уникальными спецприёмами, а также особыми способностями «Сила Перуна», «Славянский зажим яйцами» (богатырь силой мысли материализует два огромных куриных яйца, которые давят сразу большое число врагов) или «Крик Гойда», которые можно подобрать на карте. Противники атакуют в открытую и зачастую толпой, нередко заманивают в засаду. В случае получения урона игрок может выпить кружку «воды байкальской», которая восполняет здоровье. Если долго и сильно бить противников, то включится режим «Резня» — экран краснеет, а урон повышается. Геймплей сопровождают кат-сцены, озвученные нейросетью, и фонк, используемый в качестве саундтрека к игре. В основном меню игры проигрывается неоязыческая песня. В кат-сценах русы произносят фразы «помолись Перуну», «слава Роду», «слава роду славянскому», «за Перуна и Сварога», «за Ярилу», «слава предкам». В одной из этих сцен присутствует русич Магомед. Загрузочные экраны игры напоминают агитационные плакаты.

## Разработка и выход
3 сентября 2023 года разработчики сообщили об анонсе предстоящей игры. Согласно рецензенту StopGame.ru Семёну Окорокову, разработка слэшера, которая велась ради шутки, заняла пять месяцев параллельно с работой над другим безымянным проектом, а успех игры «Русы против ящеров» оказался приятной неожиданностью. В интервью изданию «Афиша» Даниил Косачев говорил, что идея разработки началась с того, что «мы заметили мем, поняли, что классный и смешной, и на его основе вполне можно сделать игру, пока ниша свободна». Вся озвучка в игре выполнена с помощью искусственных интеллектов SteosVoice и CyberVoice, весь текст авторы писали самостоятельно. Релиз игры состоялся 27 сентября 2023 года на Windows в Steam, 5 октября проект вышел в VK Play. 16 октября компания VG Limited объявила, что выпустит игру на дисках. Чуть позже, в декабре, эта компания объявила о старте предзаказов коллекционного издания, содержащего коллекционную упаковку, оловянную фигурку Дрочеслава, фляжку для «водицы байкальской», флешку «Зажим славянский» с игрой, комикс, руководство по игре, наклейки и двухсторонний плакат. В ноябре вышло крупное обновление, где был добавлен уровень, действия которого происходят на Луне, и переработан персонаж Радислав. В январе 2024 года theBratans добавили кооперативный режим, новую карту «Африка» и новых персонажей. 11 марта 2024 года игра стала доступна на macOS.
После выхода слэшера было анонсировано и выпущено несколько проектов-подражателей. 17 октября российская студия Ephemeral Interaction анонсировала игру «Древние Ящеры Против Русов: Битва за Гиперборею» — в нём игроки управляют на выбор тремя ящерами: Гнилохвостом Зелёным, Генадием Кислютым и Дрочешуем, сыном Змея. Один из авторов оригинальной игры объявил, что theBratans приступила к работе над ещё одним проектом по «Русы против ящеров» — казуальной игрой для взрослых «Русы не против ящерок», по сюжету игрокам придётся столкнуться с матриархальными ящерками, которые очнулись от стазиса после схода ледников. В феврале 2024 года якутская студия MonsterAttack выпустила «Ураанхайдар против Алаа-Могус» полностью на якутском языке — в ней игроки должны противостоять чудовищу Алаа-Могусу и его приспешникам. В марте российская студия Invisible Frogs анонсировала игру «Русы Сурвайв», не отрицая влияния «Русы против ящеров» на предстоящий проект, а также заявила о готовности сотрудничать с theBratans чтобы «взорвать Интернет». Ожидается релиз одноимённой мобильной игры, браузерной «Славия» и карточной «Витязь: Былины о Герое» — первые две в жанре стратегии. В Stalcraft стартовало событие «Арена Русов», в котором команды по пять игроков сражаются со стилизованными под Ящеров монстрами в течение 25 раундов — игроки получили тематические скины, оружие и краски.

### Комиксы и сопутствующая продукция
15 ноября 2023 года независимое московское издательство «Альпака» анонсировало официальный комикс, который расскажет о героях компьютерной игры до начала игровых событий. В тот же день был выпущен комикс «Месть Дрочеслава», написанный и проиллюстрированный Дмитрием Чиновым и Романом Шевердиным. 19 ноября того же года студия сообщила о выпуске комикса «Забава Всеслава» и «Тактика Радислава», который был выпущен 13 декабря. В конце декабря также вышел первый печатный одноимённый комикс, рассказывающий предысторию игры. В феврале 2024 года компания Hobby World выпустила коллекционную карточную игру «Берсерк. Русы против ящеров» на двадцатилетие оригинальной игры «Берсерк».

## Отзывы критиков
| Сводный рейтинг       | Сводный рейтинг |
| Агрегатор             | Оценка          |
| --------------------- | --------------- |
| «Критиканство»        | 87/100          |
| Русскоязычные издания |                 |
| Издание               | Оценка          |
| PlayGround.ru         | 10/10           |
| StopGame.ru           | «Мусор»         |

Игра получила положительные рецензии от критиков, согласно российскому сайту-агрегатору оценок «Критиканство» — её рейтинг составляет 87 баллов из 100 на основе трёх рецензий.
Артём Вайс из GameGuru оценил игру положительно, отметив у неё наличие «славянского духа» и «задорного» фонка, однако остался разочарован багами и плохим откликом. Святослав Лецкий на сайте Cybersport.ru писал, что поначалу ему не понравилась боевая система, но отметил, что сражения получились не хуже, чем в God of War, и даже едва не удалил игру из-за «хардкорности». Автор статьи на PlayGround.ru под никнеймом GRAF_RAGE поставил игре максимальные «десять кружек байкальской воды из десяти» — он отметил «отличную работу со светом, детализированные модели и великолепные анимации», «разнообразие противников» и «атмосферу Древней Руси».
Однако встречались и противоположные мнения. В своём видеообзоре Семён Окороков из StopGame.ru назвал её «ужасной игрой» — «страшной, криво сделанной и с отвратительной боевой системой, в которой непонятно, наносится ли урон или нет», хотя и отметил, что в течение семидесяти минут своего прохождения ему было весело благодаря абсурдному сеттингу. Тимур Шерзад из Игры Mail.ru воздержался от каких-либо оценок, так как «Русы против ящеров», «как и любой удачный трэш, лежит вне стандартных оценок, и всё зависит от настроения игрока и готовности получать специфическое удовольствие». Но тем не менее он отмечал: «при прохождении не раз были мысли, что при вложении в игру денег можно было сделать более серьёзный продукт — всё ещё с приставкой „трэш“, но крупнее, проработаннее, приятнее». Разбирая причину популярности «Русы против ящеров», корреспондент «Спорт-Экспресс» Богдан Виноградов заявил, что без многочисленных мемов игра бы не выстрелила — «кого привлечёт весьма неуклюжий экшен с ужасными анимациями?». Но в то же время он отметил, что, «запустив игру ради бодрого фонка и уморительной озвучки, можно в неё крепко втянуться, забыв о графике и анимациях».

### Продажи и награды
Уже спустя неделю после выхода «Русы против ящеров» попала на шестую строчку еженедельного чарта в российском сегменте Steam, а в октябре слэшер замкнул десятку самых продаваемых игр. 15 ноября разработчики сообщили, что с момента релиза проект разошёлся тиражом 100 тысяч копий. Несмотря на это, из-за проблем вывода денег в Steam разработчики так и не получили от него никакой прибыли. Однако сервис VK Play выплатил им около 60 тысяч рублей.
«Русы против ящеров» попала на пятнадцатое место топ-20 самых высокооценённых игр 2023 года в Steam с рейтингом в 95,36 %. Редакция сайта «Канобу» включила игру в свой список «главных игр 2023 года» в номинации «Мем года». Карина Чиркова из «Спорт-Экспресс» включила слэшер в список «лучших российских игр 2023 года». По итогам голосования пользователей DTF «Русы против ящеров» заняла четвёртое место лучших игр года, обойдя Atomic Heart. Редакция StopGame.ru номинировала слэшер в трёх категориях — «Лучшая отечественная игра», «Самый горячий рус» и «Самый злобный ящер», но во всех трёх номинациях она заняла второе место по итогам голосования читателей.

## Продолжение
В июле 2024 года студия theBratans анонсировала игру-продолжение — «Русы против ящеров 2». Игра была выпущена 27 марта 2025 года. По сравнению с первой частью она содержит уже более связную сюжетную кампанию, кооператив на четырёх игроков и новые механики — пушки и ездовых динозавров.